# Trinidad (Uruguai)
Trinidad (antigament Porongos) és la capital del departament de Flores, Uruguai. D'acord amb al cens de 2006, tenia una població aproximada de 25.031 habitants, dels quals 21.031 corresponen a l'àrea urbana (85,1%) i 3.730 (14,9%) a l'àrea rural. Els nadius d'aquesta ciutat se'ls coneix com a trinitarios o porongueros, per la seva proximitat al rierol Porongos.
A pocs quilòmetres al sud de la ciutat, en l'entroncament de les rutes 3 i 23, s'ubica un grup escultòric denominat Zoològic del futur.
La ciutat té un pacte d'agermanament amb la ciutat cubana del mateix nom.

## Població
Trinidad tenia 20.982 habitants durant el cens del 2004, segons les dades de l'INE.
| 1963   | 1975   | 1985   | 1996   | 2004    |
| ------ | ------ | ------ | ------ | ------- |
| 15.455 | 17.597 | 18.372 | 20.031 | {{{5}}} |

## Història
Abans de rebre el nom de Trinidad, la ciutat havia estat anomenada Porongos pels soldats espanyols. Venancio Flores, expresident de l'Uruguai i oriünd de la ciutat, havia construït un fort en temps de guerra. El nom original, Porongos, es deu a la muntanya escarpada (cuchilla a l'Uruguai) i al rierol del mateix nom.

## Economia
En la part nord del departament, la ramaderia és dominant, mentre que la zona sud és més agrícola (cereals, fruites i olis). Per aquesta raó, Trinidad és considerada com el centre comercial d'aquests productes.
El ferrocarril que la uneix amb Durazno, la carretera San José-Paysandú, i l'aeròdrom han fet que Trinidad ja no estigui aïllada de la resta del país com ho ha estat durant molt temps.

## Imatges

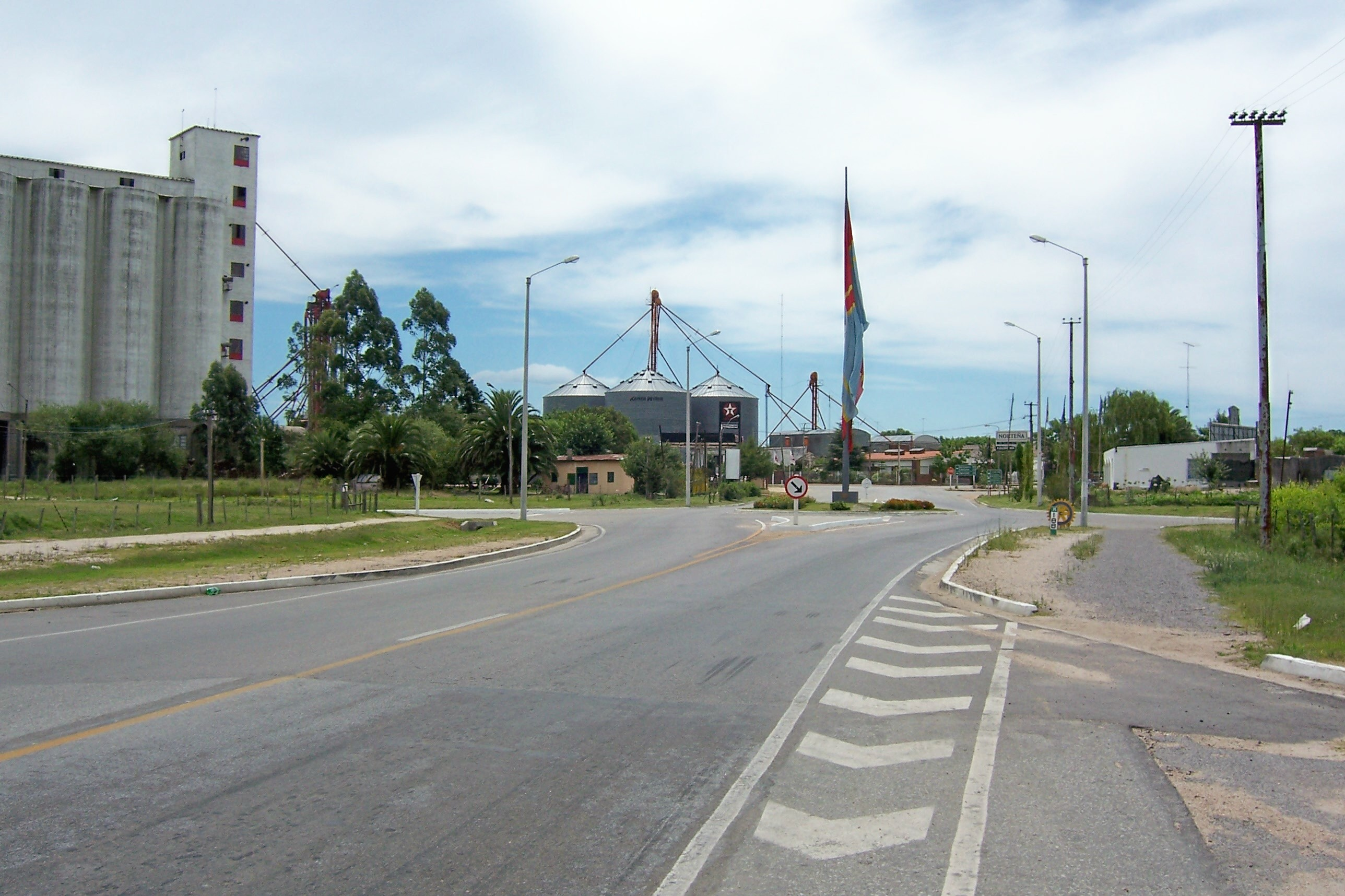
Entrada sud a la ciutat, per la ruta 3.
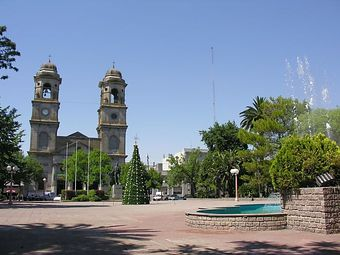
Plaça Constitució.
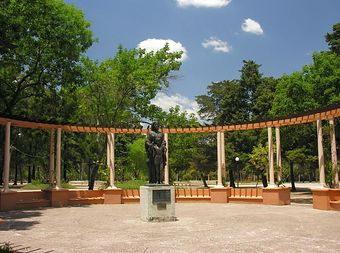
Parque Centenario.